# Américo Brasiliense
Américo Brasiliense este un oraș în São Paulo (SP), Brazilia.	
Acesta este un oraș în interiorul Sao Paulo, 35 de mii de locuitori, este de asemenea cunoscută ca oraș a sweetness de mult ca de trestie de zahăr, de la care provine de zahăr.